# Demografía de la orientación sexual
La demografía de la orientación sexual o estadística de la orientación sexual se refiere a los resultados de estudios demográficos y estadísticos que identifican las proporciones de las diferentes orientaciones sexuales existentes en la sociedad.

## Dificultad de la medida
No hay una cifra exacta del porcentaje de personas que tienen una orientación sexual determinada, en gran parte, debido a los prejuicios que hay en la sociedad sobre la orientación sexual. Por ejemplo, la homosexualidad y la bisexualidad es ilegal en varios países. Muchas personas temen decir que son homosexuales o bisexuales por la discriminación, por tanto las encuestas solo toman en cuenta a aquellas personas que dicen abiertamente ser homosexuales o bisexuales. En dichas encuestas los porcentajes son variados, con algunas que muestran hasta un 12 % de la población que dice abiertamente ser homosexual o bisexual.

## Resultados de encuestas por países

### A nivel mundial
En 2021 Ipsos realizó la encuesta más reciente y extendida a nivel internacional sobre la orientación sexual. Para realizar la investigación, se le preguntó a personas de 27 países de todos los continentes sobre su orientación sexual. La encuesta reveló que el 80 % de los encuestados declararon sentir atracción sexual solo por personas del sexo opuesto, el 11 % dijeron sentir atracción sexual solo por personas del mismo sexo o ambos sexos, y el 9 % no respondió.
| País           | Consultora | Año  | Personas que dijeron sentir atracción sexual solo por personas del mismo sexo o ambos sexos | Personas que dijeron sentir atracción sexual solo por personas del sexo opuesto | No contesta/ No sabe |
| -------------- | ---------- | ---- | ------------------------------------------------------------------------------------------- | ------------------------------------------------------------------------------- | -------------------- |
| Estados Unidos | IPSOS      | 2021 | 13 %                                                                                        | 83 %                                                                            | 4 %                  |
| Australia      | IPSOS      | 2021 | 16 %                                                                                        | 77 %                                                                            | 7 %                  |
| Alemania       | IPSOS      | 2021 | 11 %                                                                                        | 78 %                                                                            | 11 %                 |
| Argentina      | IPSOS      | 2021 | 10 %                                                                                        | 85 %                                                                            | 5 %                  |
| Bélgica        | IPSOS      | 2021 | 16 %                                                                                        | 81 %                                                                            | 3 %                  |
| Brasil         | IPSOS      | 2021 | 16 %                                                                                        | 78 %                                                                            | 6 %                  |
| Chile          | IPSOS      | 2021 | 13 %                                                                                        | 83 %                                                                            | 4 %                  |
| Colombia       | IPSOS      | 2021 | 6 %                                                                                         | 91 %                                                                            | 3 %                  |
| China          | IPSOS      | 2021 | 11 %                                                                                        | 85 %                                                                            | 4 %                  |
| Canadá         | IPSOS      | 2021 | 13 %                                                                                        | 81 %                                                                            | 6 %                  |
| Francia        | IPSOS      | 2021 | 13 %                                                                                        | 80 %                                                                            | 7 %                  |
| Reino Unido    | IPSOS      | 2021 | 15 %                                                                                        | 79 %                                                                            | 6 %                  |
| Suecia         | IPSOS      | 2021 | 12 %                                                                                        | 83 %                                                                            | 5 %                  |
| España         | IPSOS      | 2021 | 10 %                                                                                        | 83 %                                                                            | 7 %                  |
| Italia         | IPSOS      | 2021 | 9 %                                                                                         | 87 %                                                                            | 4 %                  |
| México         | IPSOS      | 2021 | 11 %                                                                                        | 85 %                                                                            | 4 %                  |
| Corea del Sur  | IPSOS      | 2021 | 9 %                                                                                         | 84 %                                                                            | 7 %                  |
| Países Bajos   | IPSOS      | 2021 | 12 %                                                                                        | 81 %                                                                            | 7 %                  |
| Sudáfrica      | IPSOS      | 2021 | 10 %                                                                                        | 86 %                                                                            | 4 %                  |
| Perú           | IPSOS      | 2021 | 6 %                                                                                         | 90 %                                                                            | 4 %                  |
| Rusia          | IPSOS      | 2021 | 4 %                                                                                         | 91 %                                                                            | 5 %                  |
| India          | IPSOS      | 2021 | 17 %                                                                                        | 69 %                                                                            | 14 %                 |
| Polonia        | IPSOS      | 2021 | 9 %                                                                                         | 88 %                                                                            | 3 %                  |
| Turquía        | IPSOS      | 2021 | 7 %                                                                                         | 86 %                                                                            | 7 %                  |
| Hungría        | IPSOS      | 2021 | 7 %                                                                                         | 89 %                                                                            | 4 %                  |
| Japón          | IPSOS      | 2021 | 6 %                                                                                         | 81 %                                                                            | 13 %                 |
| Malasia        | IPSOS      | 2021 | 12 %                                                                                        | 64 %                                                                            | 25 %                 |

### Perú
- 2020: En una encuesta realizada por el Ministerio de Justicia se encontró que el 8% de peruanos mayores de 18 años dice tener una orientación sexual diferente a la heterosexual, por lo que se estima que la población LGBT en el Perú es de mínimo dos millones de personas.[13]

### Brasil
- 2008: En una encuesta nacional a 8200 brasileños mayores de 18 años, 10.8 % de los hombres y 5.1 % de las mujeres dijeron sentir atracción por el mismo sexo. Río de Janeiro fue la ciudad con más atracción entre hombres, con 19.3 %, y Manaos la ciudad con mayor atracción entre mujeres, con 10.2 %.[14]

### Australia
- 2001-2002: Se realizó una encuesta telefónica con 19 307 encuestados, con edades comprendidas entre los 16 y los 59 años en los años 2001-2002. El estudio encontró que un 8.6 % de los hombres y un 15.1 % de las mujeres indicaron sentir atracción o sentimientos o haber tenido alguna experiencia sexual con personas del mismo sexo.[15]

### Estados Unidos
- 1994: En un estudio con 3400 estadounidenses hecho por la Universidad de Chicago, 10.1 % de los hombres y 8.6 % de las mujeres relataron sentir atracción por personas del mismo sexo.[16]

- 2002: En un estudio con 1018 adultos la población general fue preguntada «cuántos americanos usted estima que hoy son gays o lesbianas?» la media fue 21 %. En 2011, la misma pregunta obtuvo un aumento en la estimativa de 24.6 %. La mayoría respondió que conocen gais o lesbianas.[17]

- 2003: El equipo de investigación de Smith, realizó un análisis con los datos del Centro Nacional de Investigación de Opinión (NORC) [18] mostrando que un 5 % de los hombres estadounidenses sexualmente activos habían tenido un hombre como pareja sexual desde los 18 años.

### Francia
- 1995: Dentro los entrevistados por el Proyecto HOPE, un 18.5 % de los franceses relataron sentir atracción por personas del mismo sexo.[19]

## El Informe Kinsey
El informe Kinsey constituyó un hito en la demografía de la orientación sexual en el momento de su realización (1948-1953). Dos de los más famosos estudios demográficos de la orientación sexual del hombre fue realizado por el Dr. Alfred Kinsey son el llamado «Sexual Behavior in the Human Male» (‘Comportamiento sexual del varón’) (1948) y «Sexual Behavior in the Human Female» (‘Comportamiento sexual de la mujer’) (1953). Ambos estudios usaron una escala de siete puntos para definir el comportamiento sexual, desde 0 para personas completamente heterosexuales, hasta 6 para personas completamente homosexuales. Kinsey concluyó que todas, excepto a un pequeño porcentaje de la población, eran un poco homosexuales o bisexuales (encontrándose entre los valores 1 y 5). El también informó de que un 37 % de la población de varones en los Estados Unidos habían alcanzado el orgasmo entrando en contacto con otro varón durante la adolescencia.
Los resultados del denominado informe Kinsey, sin embargo, han sido discutidos, especialmente en 1954 por un equipo dirigido por John Tukey, Frederick Mosteller y William Gemmell Cochran, quienes analizaron el trabajo de Kinsey discutiendo el procedimiento de diseño de muestras estadísticas, mediante la utilización de muestras aleatorias, para poder así buscar argumentos sobre posibles sesgos en la medición de proporciones y asignación de frecuencias a las escalas.

## Incidencia frente a prevalencia
Otra diferencia significativa puede ser la distinción entre medidas estadísticas y la prevalencia. Por ejemplo, aun si dos estudios están de acuerdo en un criterio común para definir la orientación sexual, un estudio podría contemplar solamente el comportamiento o acciones del sujeto de estudio en un segmento temporal (último año) y otro hacer referencia a cualquier momento de la vida del encuestado.

### Otras consideraciones generales
En relación con la complejidad del acceso a las fuentes de datos, hay complicaciones para que las personas contesten de forma honesta dado que se trata de preguntas comprometedoras para muchas personas. Respecto a la dificultad metodológica, tanto la conceptualización y la creación de indicadores que puedan ser medidos en los estudios de sexualidad como el diseño muestral utilizado pueden ser complicados, puesto que puede que los sujetos en estudio no compartan una interpretación y que no todas las personas puedan ser estudiadas. 
- Datos provenientes de encuestas relacionados con estigmas, deseos o actividades privadas son frecuentemente fuentes de segmentación o de falta de rigor. Las personas encuestadas suelen evitar contestar las preguntas en presencia de encuestadores, o evitar situaciones incómodas. Se ha comprobado que los métodos de recopilación de respuestas anónimos y mediante el uso de ordenadores, mejora la sinceridad en la respuesta (lamentablemente, estos métodos no han estado disponibles hasta hace poco).
- La investigación ha de hacer uso de conceptos traducidos en medidas cuantitativas (indicadores) que definan la orientación homosexual, y pueden generar problemas a lo largo de la investigación. El segmento de población que tiene deseos hacia el mismo sexo puede ser mayor que segmentos de población que actúan acordes a sus deseos así como los grupos de personas que actúan acordes a su deseo podrían ser mayores que aquellas personas que se definen como lesbianas, gais o bisexuales. Todas estas hipótesis han de confirmarse en las investigaciones.
- En aquellos estudios que miden la actividad sexual, los encuestados pueden tener diferentes ideas sobre qué es un «acto sexual».
- Hay muchos componentes biológicos y psicosociales para explicar el sexo y el género, y una persona podría no identificar claramente a qué clase o categoría pertenece.
- Los estudios que se relatan tienen fechas de ejecución en la recogida de datos muy dispares (desde los años cincuenta hasta la actualidad). Tanto los métodos de proceso de datos (ordenadores), como la metodología estadística de investigación social, han avanzado durante el tiempo. También es importante resaltar que las diferentes generaciones referidas en este estudio tienen diferentes afinidades sexuales, y tienen diferentes estigmas para asignarse a grupos como la homosexualidad.

## Importancia de tener información demográfica correcta
Fuentes de datos como el tamaño de la población de lesbianas, gais y bisexuales deberían aportar valor para las políticas públicas.